# Пјан дел Бало (Гросето)
Пјан дел Бало је насеље у Италији у округу Гросето, региону Тоскана.
Према процени из 2011. у насељу је живело 88 становника. Насеље се налази на надморској висини од 634 м.